# Grzegorz Waligóra
Grzegorz Waligóra – polski inżynier informatyk, doktor habilitowany nauk technicznych. Specjalizuje się w badaniach operacyjnych oraz szeregowaniu zadań. Adiunkt w Instytucie Informatyki Wydziału Informatyki Politechniki Poznańskiej.

## Życiorys
Studia na kierunku informatyka ukończył na Politechnice Poznańskiej w 1994 i na tej uczelni został zatrudniony. Stopień doktorski uzyskał w 2000 na podstawie pracy pt. Zastosowanie algorytmu przeszukiwania tabu do rozwiązywania dyskretno-ciągłych problemów szeregowania, przygotowanej pod kierunkiem prof. Jana Węglarza. Habilitował się w 2009 na podstawie dorobku naukowego i rozprawy pt. Dyskretno-ciągłe problemy rozdziału zasobów – modele i algorytmy. Poza Politechniką wykłada także w Państwowej Wyższej Szkole Zawodowej w Lesznie.
Artykuły publikował w takich czasopismach jak m.in. "Annals of Operations Research", "Journal of Scheduling" oraz "European Journal of Operational Research".